# Metido a Bacana
Pour plus de détails, voir Fiche technique et Distribution.
Metido a Bacana est une comédie musicale brésilienne en noir et blanc réalisée par J.B. Tanko, sorti en 1957. Le scénario a été écrit par J.B. Tanko et Víctor Lima.
Il fut le premier long-métrage entre les chandadas, Ankito et Grande Otelo.

## Synopsis
En visite au Brésil pour signer un accord commercial, le prince d'Arachnândia, Anacleto, désire profiter pleinement du Carnaval de Rio. Avec l'aide de son serviteur, Coalhada, il échange son identité avec son sosie, Hilário. Pendant ce temps, au sein de la capitale fédérale de Brasília, Hilário fait face aux pièges politiques mené par un ambassadeur corrompu et des terroristes qui menacent sa vie afin de faire tomber la monarchie d'Arachnândia.

## Fiche technique
Cette fiche technique est établie à partir de Cinemateca brasileira. 
- Titre original : Metido a Bacana
- Réalisation : J.B. Tanko
- Scénario : J.B. Tanko et Víctor Lima
- Directeur artistique : Alexandre Horvat
- Photographie : Amleto Daissé
- Son : Nelson Ribeiro
- Montage : Rafael Justo
- Musique : Haroldo Eiras
- Production : Herbert Richers et Oswaldo Massaini
- Chorégraphie : Aldo Nélio
- Orchestre : Gustavo Carvalho
- Société de production : Herbert Richers Produções Cinematográficas S.A.
- Sociétés de distribution : Cinedistri (1957), Distribuidora Lívio Bruni (1964)
- Pays d'origine :  Brésil
- Langue originale : portugais
- Format : noir et blanc - 1,37:1 - 35 mm
- Genre : comédie musicale
- Durée : 90 minutes
- Dates de sortie : 24 février 1957 (Brésil)

## Distribution
| - Ankito : Anacleto, prince d'Arachnândia / Hilário, sosie du prince - Grande Otelo : Coalhada, serviteur d'Anacleto - Renato Restier : Ambassadeur - Nelly Martins : Irene - Wilson Grey : Terroriste - Celeneh Costa : Diva - Carlos Costa : Assistant de l'ambassadeur - Roberto Duval : Ministre - Domingos Terra : Joaquim - Francisco Dantas : Reporter - Jorge Petroff - Joyce de Oliveira - Waldyr Maia | - José Nunes - Waldyr Finotti - Angela Maria - Cauby Peixoto - Carlos Galhardo - Dircinha Batista - Dora Lopes - Jorge Veiga - Linda Batista - Nelson Gonçalves - École de samba Estação Primeira de Mangueira - Chiquinho et son Osquestre |

## Musique
La bande originale de Metido a Bacana a été dirigée par le compositeur brésilien Haroldo Eiras et arrangé par l'orchestre Gustavo Carvalho. Elle se compose de onze titres, accompagnés par certains par un orchestre symphonique dirigé par Gustavo Carvalho.
Plusieurs paroles de la chanson d'Ela foi fundada interprétée par Dircinha Batista fait référence au projet de construction de la nouvelle capitale, Brasília dans l'État de Goiás,. 
| N° | Nom                 | Interprète(s)    | Auteur(s)                                           |
| -- | ------------------- | ---------------- | --------------------------------------------------- |
| 01 | Conceição           | Orfeu            | Assis Valente                                       |
| 02 | Ela foi fundada     | Dircinha Batista | Arnô Provenzano, Otelino Lopes et Oldemar Magalhães |
| 03 | Grilo seresteiro    | Nelson Gonçalves | Arlindo Jr. Marques, Roberto Roberti et Estan Silva |
| 04 | Maracangalha        | Dorival Caymmi   | Dorival Caymmi                                      |
| 05 | Nova capital        | Linda Batista    | Aldacir Louro, Sebastião Mota et Edgard Cavalcanti  |
| 06 | O Tempo bom         | Carlos Galhardo  | Raul Marques, Estanislau Silva et José Silva        |
| 07 | Palhaço             | Jorge Veiga      | Fernando Lobo et Ari Cordovil                       |
| 08 | Príncipe de araque  | Grande Otelo     | Grande Otelo                                        |
| 09 | Rainha da cor       | Angela Maria     | Milton Oliveira et Sergio Fernando                  |
| 10 | Teu cabelo não nega | Cauby Peixoto    | Lamartine Babo et les frères Valença                |
| 11 | Trovoada            | Cauby Peixoto    | Assis Valente                                       |